# Motion de censure constructive
Pour les articles homonymes, voir Censure (homonymie).
La motion de censure constructive est une motion de censure qui doit automatiquement prévoir un chef de gouvernement pour remplacer celui qu'elle propose de renverser.
Ce type de motion, inventé par la Loi fondamentale d'Allemagne, empêche ainsi toute coalition de circonstance (ou « coalition des extrêmes ») entre des partis qui, une fois la censure votée, ne pourraient se mettre d'accord sur le nom d'un nouveau chef du Gouvernement.
La motion de censure constructive est issue d'une réflexion de la doctrine allemande engagée, sous la république de Weimar, par Heinrich Herrfahrdt et Carl Schmitt. C'est la conséquence directe de l'instabilité gouvernementale de la république de Weimar où les communistes et les nazis passaient une alliance de circonstance pour renverser les gouvernements qui se succédaient alors à un rythme effréné. La paternité de la motion de censure constructive est souvent attribuée Ernst Fraenkel,.
La motion de censure constructive existe en Allemagne et dans cinq autres États membres de l'Union européenne, à savoir : l'Espagne, la Belgique, la Pologne, la Slovénie et la Hongrie.
Ce type de disposition existe également en Arménie, au Népal, en Tunisie, au Lesotho, aux Fidji et en Israël. Cette procédure existe aussi dans certains Länder allemands. En France, la motion de défiance constructive a été introduite, pour la première fois, par la loi no 91-428 du 13 mai 1991 portant statut de la collectivité territoriale de Corse ; elle existe en Corse, en Martinique, à Saint-Pierre-et-Miquelon, à Saint-Barthélemy et à Saint-Martin ainsi qu'en Polynésie française.
Ainsi, la formule consacrée est : « On ne renverse un gouvernement qu'en le remplaçant ». La motion de censure constructive n'a à ce jour été utilisée à une échelle nationale que cinq fois, deux fois en Allemagne (le 27 octobre 1972 et le 1er octobre 1982) et trois fois en Espagne (le 30 mai 1980, le 30 mars 1987 et le 1er juin 2018 ).

## Allemagne
« (1) Le Bundestag ne peut exprimer sa défiance envers le Chancelier fédéral qu'en élisant un successeur à la majorité de ses membres et en demandant au Président fédéral de révoquer le Chancelier fédéral. Le Président fédéral doit faire droit à la demande et nommer l'élu. (2) Quarante-huit heures doivent s'écouler entre le dépôt de la motion et l'élection. »

— Loi fondamentale pour la République fédérale d'Allemagne, art. 67 [« Motion de défiance constructive »].
La motion de censure constructive a été utilisée deux fois au niveau fédéral depuis la création de la RFA :
- Le 27 avril 1972, le groupe CDU/CSU propose Rainer Barzel pour remplacer le chancelier Willy Brandt et échoue de peu.
- Le 1er octobre 1982, Helmut Kohl (CDU) est élu chancelier à la place de Helmut Schmidt (SPD).

Le chancelier vainqueur a dans les deux cas posé une question de confiance peu après dans le but de provoquer de nouvelles élections. Willy Brandt et Helmut Kohl ont tous les deux été réélus lors de ces élections anticipées.
Au niveau local, on peut mentionner l'élection de Fritz Steinhoff au poste de Ministerpräsident de Rhénanie-du-Nord-Westphalie en remplacement de Karl Arnold le 20 février 1956 et celle de Heinz Kühn au même poste en remplacement de Franz Meyers le 8 décembre 1966.
On peut également y ajouter l'élection de Klaus Wowereit à la mairie de Berlin en 2001, bien que, littéralement, il s'agissait d'une motion de censure destructive car sans désignation d'un successeur. Cependant, la constitution berlinoise prévoit l'annulation de la motion dans le cas où le parlement ne parviendrait pas à choisir un successeur, ce qui rend la procédure très proche d'une motion constructive, avec toutefois une différence de forme importante : dans le cas de la motion de censure constructive, la motion n'est réputée adoptée que du fait de la nomination d'un successeur. Dans le cas de Berlin, la motion est d'abord votée, puis un successeur est élu ou la motion perd sa validité.

### États fédérés
Les États suivants utilisent également cette procédure :
- Bade-Wurtemberg à l'encontre du Ministerpräsident (chef du gouvernement). Une motion de censure destructive (sans désignation d'un successeur) est également possible à l'encontre des ministres (individuellement).
- Brandebourg, à l'encontre du Ministerpräsident. À l'instar des autres nouveaux États (États de l'ancienne RDA ou Allemagne de l'est), le Brandebourg reprend dans sa constitution depuis la réunification la formulation de la loi fondamentale allemande.
- Hambourg, à l'encontre du Erster Bürgermeister (chef du gouvernement). C'est la seule des 3 villes-États (les deux autres étant Berlin et Brême) à utiliser cette procédure. Le renversement du chef du gouvernement entraîne automatiquement le retrait de l'ensemble du gouvernement. Avant 1996, cette procédure pouvait être appliquée à l'ensemble du sénat ou à l'un de ses membres individuellement. La destitution du chef du gouvernement n'entraînait cependant pas le retrait de l'ensemble du sénat.
- Mecklembourg-Poméranie-Occidentale, à l'encontre du Ministerpräsident. Comme pour les autres nouveaux États, la formulation utilisée est celle de la loi fondamentale.
- Basse-Saxe, à l'encontre du Ministerpräsident. Un délai minimum de 21 jours est imposé entre le dépôt de la motion et son vote.
- Rhénanie-du-Nord-Westphalie, à l'encontre du Ministerpräsident. La formulation utilisée est la même que celle de la loi fondamentale. Cette possibilité a été utilisée à deux reprises : le 20 février 1956 avec l'élection de Fritz Steinhoff en remplacement de Karl Arnold et le 8 décembre 1966 avec Heinz Kühn en remplacement de Franz Meyers.
- Saxe, à l'encontre du Ministerpräsident. Comme pour les autres nouveaux États, la formulation utilisée est celle de la loi fondamentale.
- Saxe-Anhalt, à l'encontre du Ministerpräsident. Comme pour les autres nouveaux États, la formulation utilisée est celle de la loi fondamentale.
- Schleswig-Holstein, à l'encontre du Ministerpräsident. La formulation utilisée est la même que celle de la loi fondamentale.
- Thuringe, à l'encontre du Ministerpräsident. Comme pour les autres nouveaux États, la formulation utilisée est celle de la loi fondamentale.

Les autres États connaissent la motion de censure destructive, sans désignation d'un successeur, ou n'utilisent pas de motion de censure. Dans certains cas, toutefois, la motion de censure destructive est accompagnée de mesures qui la rapprochent d'une motion constructive. Les Länder concernés sont :
- Bavière : la motion de censure n'existe pas, mais le Ministerpräsident est tenu de se retirer de lui-même si les conditions d'une coopération en confiance entre le parlement et lui ne sont pas réunies.
- Berlin : la motion de censure est possible à l'encontre d'un membre du Sénat (gouvernement) ou du Sénat dans son ensemble. Toutefois, si un nouveau Sénat n'est pas élu dans les 21 jours qui suivent la motion, celle-ci est nulle et le Sénat censuré reste donc en place. Il s'agit donc d'une procédure très proche de la motion constructive, dans la mesure où la motion n'est suivie de conséquence que si la Chambre des députés parvient à nommer un nouveau bourgmestre-gouverneur. Cette procédure a été utilisée le 16 juin 2001 à la suite d'un scandale financier. Klaus Wowereit a été élu bourgmestre-gouverneur le jour même.
- Brême utilise une motion de censure destructive à l'encontre de l'ensemble du sénat (gouvernement). Cette motion ne prend effet qu'à partir de l'élection d'un nouveau sénat, l'ancien sénat restant en fonction le temps nécessaire. Le président du sénat est nommé par le sénat lui-même.
- Hesse permet une motion de censure destructive à l'encontre du Ministerpräsident. Si un nouveau chef de gouvernement n'est pas désigné dans les 12 jours qui suivent, le parlement est dissous. Cette mesure est radicalement différente de celle utilisée à Berlin mais a le même objectif, à savoir empêcher (ou résoudre) une crise qui pourrait faire suite à la motion de censure.
- Rhénanie-Palatinat dispose d'une procédure semblable à celle de la Hesse. Le parlement peut voter la censure du Ministerpräsident, de l'ensemble du gouvernement ou d'un ministre. Dans le cas de la censure du gouvernement dans son ensemble, le parlement dispose de 4 semaines pour accorder sa confiance à un nouveau gouvernement. Dans le cas contraire, il est dissous.
- Sarre : la procédure est semblable à celle de Rhénanie-Palatinat mais ne s'applique qu'au gouvernement dans son ensemble. Le délai est également de 4 semaines.

## Arménie
« (1) Le projet de motion de censure ne peut être présenté par au moins un tiers des députés qu'au cas où la candidature d'un nouveau Premier ministre est présentée en même temps. (2) Le projet de motion de censure à l'égard du Premier ministre est soumis au vote au plus tôt quarante-huit et au plus tard soixante-douze heures après sa présentation. Une telle décision est votée à la majorité des voix du nombre total des députés. Dans ce cas les dispositions des paragraphes 2-4 de l'article 149 de la Constitution ne sont pas applicables. (3) La motion de censure peut être présentée au plus tôt un an après la nomination du Premier ministre. Si le projet de motion de censure à l'égard du Premier ministre n’est pas adopté par l'Assemblée nationale, un tel projet est procédé au vote au plus tôt une demi-année après le premier vote. (4) Le projet de motion de censure à l’égard du Premier ministre ne peut être présenté lors de l'application de la loi martiale ou de l'état d'urgence. »

— Constitution de la république d'Arménie, art. 115.

## Belgique
- Wallonie : le 28 juillet 2017, le gouvernement Magnette (PS-cdH) est renversé par le gouvernement Borsus (MR-cdH).

## Espagne

### Nationalement
« (1) Le Congrès des députés peut mettre en jeu la responsabilité politique du Gouvernement en adoptant à la majorité absolue une motion de censure. (2) La motion de censure devra être proposée au moins par le dixième des députés et elle devra inclure le nom d'un candidat à la Présidence du Gouvernement. (3) La motion de censure ne pourra être votée avant l'expiration d'un délai de cinq jours à partir de la date de son dépôt. Des motions
alternatives pourront être présentées pendant les deux premiers jours. (4) Si la motion de censure n'est pas adoptée par le Congrès, ses signataires ne pourront pas en présenter une autre pendant la même session. »

— Constitution espagnole, art. 113 [« Motion de censure »].
Seulement trois motions de censure ont été présentées au niveau national :
- le 30 mai 1980, le parti PSOE proposant Felipe Gonzalez dépose une motion de censure envers Adolfo Suarez, président du gouvernement de l'époque et chef du parti de l'UCD.
- le 30 mars 1987, le groupe de l'AP propose le sénateur Antonio Hernández Mancha pour remplacer le président du gouvernement Felipe González. Elle est rejetée par 194 voix contre 67.
- le 1er juin 2018, une motion de censure remplace Mariano Rajoy par Pedro Sánchez comme président du gouvernement.

### Régionalement
- Îles Canaries : le 30 mars 1989, Jerónimo Saavedra est renversé par Manuel Hermoso ;
- Cantabrie : le 5 décembre 1990, Juan Hormaechea est renversé par Jaime Blanco ;
- Galice : le 23 septembre 1987, Gerardo Fernández Albor est renversé par Fernando González Laxe.

## France
En France, Lucien-Anatole Prévost-Paradol est, semble-t-il, le premier à avoir préconisé une mécanisme similaire à la motion de censure constructive,.
Sous la IIIe République, dans un article paru le 6 mai 1888 dans la Dépêche, Jean Jaurès réclame, afin d'éviter les « votes de coalition », que la Chambre des députés ne puisse renvoyer le président du Conseil qu'à la condition « qu'un homme politique nouveau représentant une politique déterminée, investi par la Chambre d’un mandat défini, soit désigné par elle »,.
Sous la IVe République, le projet Gaillard prévoit de réviser la Constitution du 27 octobre 1946 afin d'y introduire la motion de censure constructive. Mais il n'est pas adopté. La motion de censure constructive figure ensuite dans le projet Pflimlin. Mais il n'est pas adopté.

### Corse
Elle est utilisée en Corse (France) par l'assemblée de Corse pour renverser le conseil exécutif de Corse.
La motion de défiance connaît les mêmes règles formelles que la motion de censure prévue sur le plan national en France.

### Polynésie française
L'assemblée de la Polynésie française peut mettre en cause la responsabilité du président et du gouvernement de la Polynésie française par le vote d'une motion de défiance. Elle conduit à la déposition du président et de son gouvernement, et à l'élection par l'assemblée territoriale d'un nouveau président qui forme un nouveau gouvernement. Depuis la dernière réforme de statut, c'est le déposant de la motion de censure qui est automatiquement élu comme président de la Polynésie française si elle est adoptée.

### Martinique
L'assemblée de Martinique peut adopter une motion de défiance constructive à l'encontre du conseil exécutif. Celle-ci doit être signé par au moins un tiers des membres de l'assemblée et doit indiquer la liste des membres du conseil exécutif appelé à remplacer le conseil exécutif contre lequel la motion est déposée. Une motion de défiance ne peut être adoptée qu'à la majorité des trois cinquièmes des membres de l'assemblée : si elle est adoptée, les fonctions des membres du conseil exécutif cessent de plein droit et les candidats aux fonctions de président du conseil exécutif et de conseiller exécutif qui figurent sur la motion sont déclarés élus et entrent immédiatement en fonction. Cette motion de défiance constructive est similaire à la motion de défiance qui existe dans la collectivité territoriale de Corse. Elle est donc comparable à la motion de censure qui peut être utilisée par l'Assemblée nationale pour renverser le gouvernement sur le plan national.

## Hongrie
« (1) Un cinquième des députés de l'Assemblée nationale peut déposer par écrit une motion de censure contre le Premier ministre, en indiquant la personne désignée comme candidat aux fonctions de Premier ministre. (2) Si l'Assemblée nationale soutient la motion de censure, elle exprime dans ce cas sa défiance à l'égard du Premier ministre et élit en même temps aux fonctions de Premier ministre la personne présentée comme candidat dans la motion de censure. La résolution de l'Assemblée nationale est prise à une majorité supérieure à la moitié des voix des députés la composant. »

— Loi fondamentale de la Hongrie, art. 21.

## Tunisie
« Une motion de censure peut être votée à l’encontre du gouvernement, à la suite d'une demande motivée présentée au président de l’Assemblée des représentants du peuple par le tiers de ses membres au moins. La motion de censure ne peut être votée qu’à l’expiration d’un délai de quinze jours après son dépôt auprès de la présidence de l’Assemblée.
Le vote de défiance à l’égard du gouvernement est conditionné par l’approbation de la majorité absolue des membres de l’Assemblée, et la présentation d'un candidat de remplacement au chef du gouvernement, dont la candidature devra être approuvée lors du même vote. Auquel cas, le candidat de remplacement sera chargé par le président de la République de former le gouvernement, selon les modalités de l’article 89. Si cette majorité n’est pas atteinte, la motion de censure contre le gouvernement ne peut être à nouveau présentée avant six mois.
L'Assemblée des représentants du peuple peut retirer sa confiance à l'un des membres du gouvernement, à la suite d'une demande motivée à cet effet et présentée au président de l'Assemblée par un tiers des membres au moins, le vote de défiance devant se faire à la majorité absolue.»
Article-97 de la constitution tunisienne.

### Lois et constitutions
- [LF. 1949] Bundestag allemand, service des relations publiques (éd.) (trad. de l'all. par Christian Autexier, Michel Fromont, Constance Grewe et Olivier Jouanjan), Loi fondamentale pour la République fédérale d'Allemagne [« Grundgesetz für die Bundesrepublik Deutschland »], Berlin, H. Heenemann, nov. 2012, 1 vol., 141 (lire en ligne).
- [C. 1978] Constitution espagnole [« Constitución española »] (trad. de l'esp.), Madrid, 1 vol., 54 (lire en ligne).
- [LF. 2011] Loi fondamentale de la Hongrie [« Magyarország Alaptörvénye »] (trad. du hong.), Budapest, 1 vol., 53 (lire en ligne).
- Constitution de la République d'Arménie.

France
- CGCT, art. L4422-31
- CGCT, art. LO6222-4
- CGCT, art. LO6322-4
- CGCT, art. LO6432-2
- CGCT, art. L7225-2
- Loi organique no 2004-192 du 27 février 2004 portant statut d'autonomie de la Polynésie française, art. 156.